# ルジノ駅
ルジノ駅（ルジノえき、станция Ружино）はロシア連邦沿海地方レソザヴォーツクにある鉄道駅。シベリア鉄道上の駅で、遠距離寝台特急（ロシア号等）やエレクトリーチカ（近郊列車）が停車する。なお、ウラジオストク近郊のエレクトリーチカの運行は当駅が最北端であり、ルジノ-ヴャーゼムスカヤ間はエレクトリーチカは運行されていない。

## 沿革
- 1936年 - 開業[2]。
- 2002年12月25日 - 当駅の電化が完了。

## 駅構造

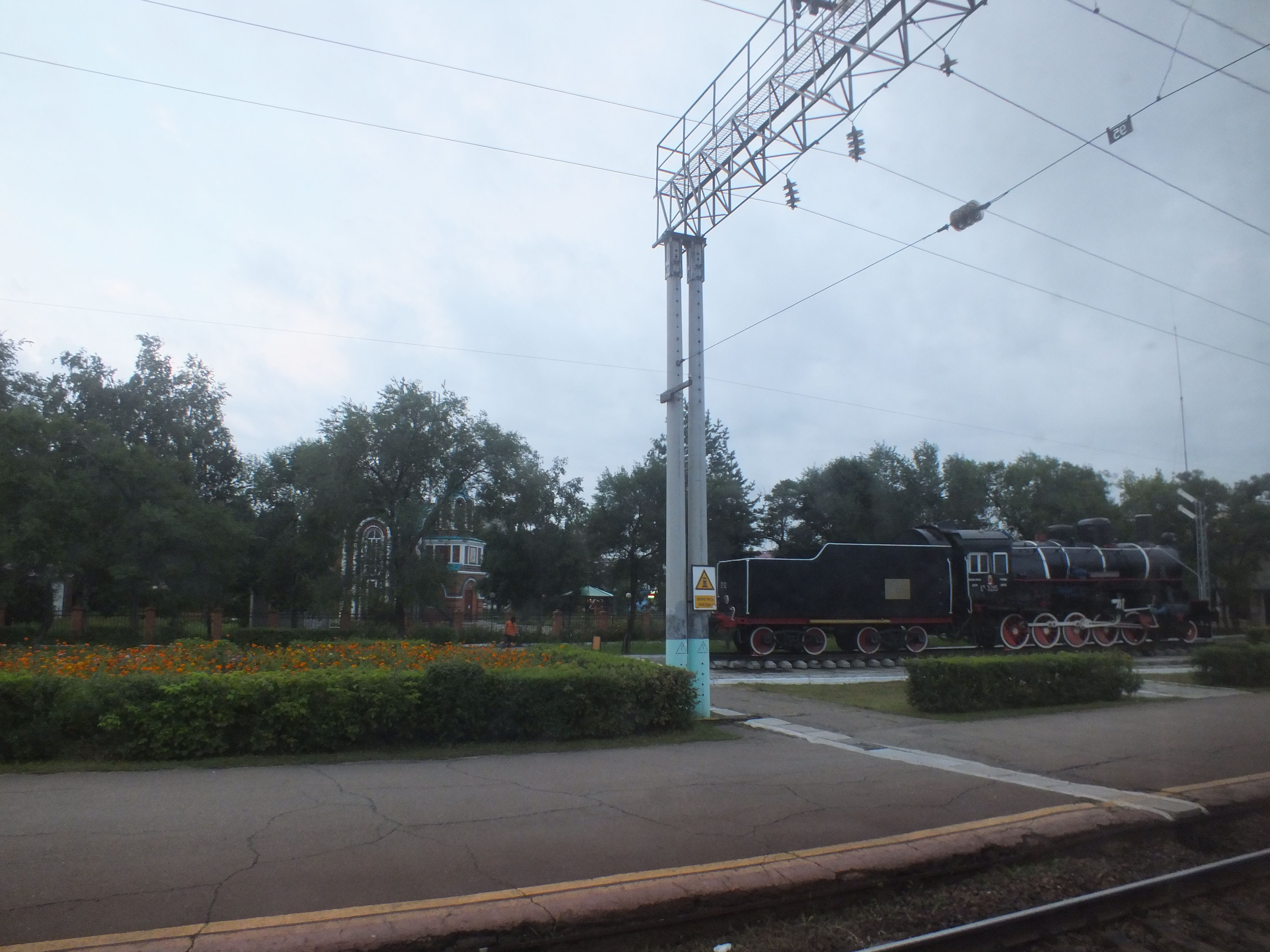
プラットホーム、及び奥に展示されているロシア製Ye型蒸気機関車

島式ホーム1面2線に単式ホーム1面が隣接する形の合計2面2線の地上駅。ホームは全て低床式。互いのホームは線路上を直接渡って行き来することができる。ホーム西側に操車場がある。
駅舎は単式ホームに隣接している。駅舎を介さずとも駅舎南側にある跨線橋付近からホームに入ることができる。

## 駅周辺
駅舎から出た駅東側はレソザヴォーツクの市街地が広がる。駅西側に行く場合、駅舎南側にある跨線橋を介して行くことができる。駅西側は民家がまばらにあるのみである。

## 隣の駅
ロシア鉄道
シベリア鉄道
ロシア号（1列車・2列車）
ダリネレチェンスクI駅 - ルジノ駅 - スパッスク＝ダリニー駅
オケアン号（5列車・6列車）
ダリネレチェンスクI駅 - ルジノ駅 - スパッスク＝ダリニー駅
7列車・8列車
ダリネレチェンスクI駅 - ルジノ駅 - スパッスク＝ダリニー駅
99列車・100列車
プロハスコ駅 - ルジノ駅 - シマノフカ駅
113列車・114列車
ダリネレチェンスクI駅 - ルジノ駅 - スパッスク＝ダリニー駅
201列車・202列車
ダリネレチェンスクI駅 - ルジノ駅 - スパッスク＝ダリニー駅
207列車・208列車
ダリネレチェンスクI駅 - ルジノ駅 - スパッスク＝ダリニー駅
351列車・352列車
フィラレトブカ駅 - ルジノ駅 - カバルガ駅
エレクトリーチカ（各駅停車）
ルジノ駅 - カバルガ駅